# Адміністративний поділ Південної Осетії

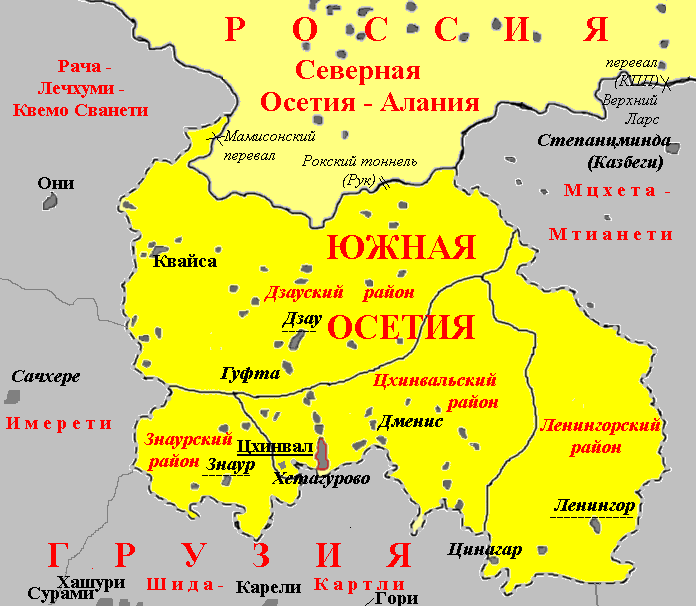
Адміністративний поділ Південної Осетії

В адміністративно-територіальному відношенні Південна Осетія ділиться на 4 райони: Цхінвальський,Ленінгорський,Знаурський і Дзауський — і на місто республіканського підпорядкування Цхінвалі.
У частково визнаній республіці всього два міста: столиця Цхінвалі (42 934 чол. в 1989 р. і від 17 тис. до 30 тис. в 2009 р.) і Квайса (2264 чол. в 1989 р. і близько 1 тис. чол. в 2009 р.) в Дзауському районі.